# Antonio Tiberi
Antonio Tiberi (Frosinone, 24 juni 2001) is een Italiaans wielrenner die anno 2023 uitkomt voor Bahrain-Victorious.

## Carrière
In de jeugdcategorieën gold Tiberi als een goed klimmer en tijdrijder. In zijn laatste jaar bij de junioren won hij het wereldkampioenschap in het tijdrijden, nadat zijn pedaal bij de start was losgekomen. Na deze wedstrijd werd hem een profcontract aangeboden bij Trek-Segafredo voor de seizoenen 2021 en 2022.
Op 28 februari 2023 werd aangekondigd dat hij op 21 juni 2022 een luchtbuks had afgevuurd en de kat had gedood van de voormalige kapitein-regent en staatssecretaris voor toerisme van San Marino. Hij werd veroordeeld tot het betalen van een boete van 4.000 euro en werd een maand geschorst door zijn wielerploeg. Op 28 april maakte Trek-Segafredo bekend definitief afscheid te nemen van Tiberi en dat hij per direct niet meer voor de ploeg zou uitkomen.

## Palmares
2018
Jongerenklassement Vredeskoers-GP Jeseniky U23
 Italiaans kampioenschap wielrennen, tijdrijden, junioren
 Europees kampioenschap wielrennen, tijdrijden, junioren
2019
Etappe 2a (tijdrit) en 3 Vredeskoers-GP Jeseniky U23
Tf GD Dorigo MO Biemmereti MO Ettore e Cristiano Floriani MO Emilio Mazzero
 Italiaans kampioenschap wielrennen, tijdrijden, junioren
Bergklassement Ronde van Lunigiana
 Wereldkampioenschap tijdrijden, junioren
2020
 Italiaans kampioenschap wielrennen, tijdrijden, beloften
Trofeo Città di San Vendemiano
2022
5e etappe Ronde van Hongarije
2024
Jongerenklassement Ronde van de Alpen
 Jongerenklassement Ronde van Italië
Eind- en jongerenklassement Ronde van Luxemburg

### Resultaten in voornaamste wedstrijden
| Jaar | Ronde van Italië | Ronde van Frankrijk | Ronde van Spanje |
| ---- | ---------------- | ------------------- | ---------------- |
| 2021 |                  |                     |                  |
| 2022 |                  |                     | 92e              |
| 2023 |                  |                     | 18e              |
| 2024 | 5e               |                     | opgave           |
| 2025 | 17e              |                     |                  |

| Jaar | Luik-Bast.‑Luik | Ronde van Lombardije | Clásica San Sebastián |  | WK op de weg |
| ---- | --------------- | -------------------- | --------------------- |  | ------------ |
| 2021 |                 | 83e                  |                       |  |              |
| 2022 |                 |                      |                       |  |              |
| 2023 |                 | 21e                  |                       |  |              |
| 2024 | 22e             | opgave               |                       |  | 69e          |
| 2025 |                 |                      | 40e                   |  |              |

### Resultaten in kleinere rondes
| Jaar | Tour Down Under | UAE Tour | Tirreno-Adriatico | Ronde van Catalonië | Ronde van Romandië | Critérium du Dauphiné | Ronde van Zwitserland | Ronde van Polen |
| ---- | --------------- | -------- | ----------------- | ------------------- | ------------------ | --------------------- | --------------------- | --------------- |
| 2021 |                 | opgave   |                   |                     | 33e                |                       | opgave                | opgave          |
| 2022 |                 |          |                   |                     | 72e                | 66e                   |                       | 43e             |
| 2023 | 8e              | 7e       |                   |                     |                    |                       | opgave                | 45e             |
| 2024 |                 |          | 27e               | 8e                  |                    | opgave                |                       |                 |

## Ploegen
- 2020 –  Team Colpack Ballan
- 2020 –  Trek-Segafredo (stagiair vanaf 1 augustus)
- 2021 –  Trek-Segafredo
- 2022 –  Trek-Segafredo
- 2023 –  Trek-Segafredo (tot en met 28 april)
- 2023 –  Bahrain Victorious (vanaf 1 juni)
- 2024 –  Bahrain Victorious
- 2025 –  Bahrain Victorious

Bernard · Brambilla · Ciccone · Clarke · Conci · De Kort · Eg · Elissonde · Kamp · Kirsch · Liepiņš · López · Mollema · Mosca · Moschetti · Mullen · A. Nibali · V. Nibali · Pedersen  · Porte · Quarterman · Reijnen · Ries · Simmons · Skujiņš · Stuyven · Theuns · Weening (vanaf 5 juni) · Fancellu (stagiair) · Skjelmose Jensen (stagiair) · Tiberi (stagiair)
Bernard · Brambilla · Ciccone · Conci · Eg · Egholm · Elissonde · Gebreigzabhier · Kamp · Kirsch · De Kort  · Liepiņš · López · Mollema · Mosca · Moschetti · Mullen · A. Nibali · V. Nibali · Pedersen · Quarterman · Reijnen · Ries · Simmons · Skjelmose Jensen · Skujiņš · Stuyven · Theuns · Tiberi · Baroncini (stagiair) · Hellemose (stagiair) · Hoole (stagiair)
Aberasturi · Baroncini · Bernard · Brambilla · Brustenga · Cataldo · Ciccone · Egholm · Elissonde · Gallopin · Gebreigzabhier· Hellemose · Hoelgaard · Hoole · Kamp · Kirsch · Liepiņš · López · Mollema · Mosca · Moschetti · Pedersen · Pellaud · Simmons · Skjelmose Jensen · Skujiņš · Stuyven · Theuns · Tiberi · Tolhoek · Vergaerde · Nys (stagiair) · Vacek (stagiair)
Aberasturi · Baroncini · Bernard · Brustenga · Cataldo · Ciccone · Elissonde · Gallopin · Gebreigzabhier · Hellemose · Hoelgaard · Hoole · Kirsch · Liepiņš · López · Mollema · Mosca · Nys · Mad.Pedersen · Simmons · Skjelmose · Skujiņš · Stuyven · Tesfatsion · Theuns · Tiberi (tot 28/4) · Tolhoek · Vacek · Vergaerde · Aebersold (stagiair) · Mar.Pedersen (stagiair) · Teutenberg (stagiair)
Arashiro · Arndt · Bauhaus · Bilbao · Buitrago · Buratti (vanaf 12/4) · Caruso · Govekar · Gradek · Haig · Haussler (tot 7/4) · Kepplinger · Landa · Maciejuk · Madan · Mäder (overleden 16/7) · Miholjević · Milan· Mohorič · Pasqualon · Pernsteiner · Poels · Price-Pejtersen · Rajović · Scott · Sütterlin · Tiberi (vanaf 1/6) · Tu · Wright · Zambanini
Arashiro · Arndt · Bauhaus · Bilbao · Bruttomesso · Buitrago · Buratti · Caruso · Govekar · Gradek · Haig · Kepplinger · Madan · Miholjević · Mohorič · Pasqualon · Pickering · Poels · Price-Pejtersen · Rajović · Scott · Stannard (vanaf 19/8) · Sütterlin · Tiberi · Træen · Tu · Wiśniowski (vanaf 1/3) · Wright · Zambanini · Skerl (stagiair) · van der Meulen (stagiair) · Van Mechelen (stagiair)
Arndt · Bauhaus · Bilbao · Bruttomesso · Buitrago · Buratti · Caruso · Ermakov · Eržen · Eulálio · Govekar · Gradek · Haig · Kepplinger · Martinez · Miholjević · Mohorič · Paasschens · Pasqualon · Pickering · Skerl · Stannard · Stockwell · Tiberi · Træen · Tu · van der Meulen · Van Mechelen · Wright · Zambanini